# Kraj świata
Kraj świata – film obyczajowy w reżyserii Marii Zmarz-Koczanowicz. Film jest satyrycznym spojrzeniem na Polskę w chwili przemian ustrojowych w końcu lat 80. XX wieku. 

## Obsada aktorska
- Henryk Talar − mężczyzna w kolarskiej czapce
- Teresa Lipowska − kobieta w kolejce po paszport
- Halina Jabłonowska − kobieta w kolejce po paszport z numerem 112
- Paweł Nowisz − mężczyzna w kolejce po paszport
- Marek Cichucki − mężczyzna w kolejce po paszport
- Olaf Lubaszenko − literat
- Jan Nowicki − literat
- Magdalena Warzecha − próbująca dostać się bez kolejki
- Mirosław Zbrojewicz − zaspany sklepowy
- Cezary Pazura − SB-ek
- Anna Ciepielewska − kobieta czekająca na cud
- January Brunov − taksówkarz w komendzie
- Marek Bukowski − mężczyzna w łańcuchu
- Elżbieta Jarosik − kobieta czekająca na cud
- Grażyna Czaplanka(inne języki) − kobieta w kolejce po paszport

## Fabuła
Jest rok 1989 - w kraju zbliżają się pierwsze od dawna wolne wybory. Mężczyzna w kolarskiej czapce organizuje łańcuch czystych rąk, wykorzystując to w swojej kampanii wyborczej. W kolejce przed biurem paszportowym ludzie rozmawiają, snują plany i zastanawiają się co warto sprzedać za granicą. Literaci obserwują świat wokół siebie. Jeden z nich stara się o paszport. Na placu Dzierżyńskiego jest demontowany pomnik Feliksa Edmundowicza. Na ławce śpi dwóch pijanych, a za ich plecami widnieje napis: „Jest dobrze”. Dwaj literaci obserwują toczącą się transformację ustojową.